# Circonscription de Kele/Amaro Special
La circonscription de Kele/Amaro Special est une des 121 circonscriptions législatives de l'État fédéré des nations, nationalités et peuples du Sud, en Éthiopie. Elle se situe dans la Zone Gedeo. Son représentant de 2005 à 2009 est Yohannes Ture Bossa.